# 宮守川橋梁
宮守川橋梁（みやもりがわきょうりょう）は、岩手県遠野市宮守町下宮守にある鉄道橋である。東日本旅客鉄道（JR東日本）釜石線の鉄道用アーチ橋であり、国道283号と宮守川を跨いでいる。別称（愛称）として、「めがね橋」がある。

## 概要
宮守川橋梁は2代存在し、旧橋は1915年（大正4年）に竣工し、1943年（昭和18年）に路線改軌に伴い改修されて現橋となった。改修以前には釜石線の前身である岩手軽便鉄道でも使用され、石造である旧橋の橋脚も3基現存している。旧橋は宮沢賢治の童話『銀河鉄道の夜』のモチーフにもなった。
所在地は、JR釜石線の宮守駅 - 柏木平駅間の、宮守駅寄りである。
2002年（平成14年）11月2日に同じくアーチ形の達曽部（たっそべ）川橋梁とともに土木学会選奨土木遺産に認定されている。2009年（平成21年）2月6日には近代化産業遺産に認定され、同年4月1日にはNPO法人地域活性化支援センターによって恋人の聖地に認定された。さらに2020年（令和2年）7月22日には一般社団法人夜景観光コンベンション・ビューローから、日本夜景遺産に認定された。2021年（令和3年）6月11日に一般社団法人照明学会から2020年照明普及賞を受賞している。また、遠野市が認定する「遠野遺産」に、「めがね橋周辺の景観」が位置付けられている。
しかし、2023年（令和5年）6月11日、「SL銀河」の運行が終了した。

## ライトアップ
夜間に14基のライトで橋脚がライトアップされるもので、1980年代末に地元の商工会によって開始された。ライトアップは、毎日実施され、時間は日没後から午後10時までとなっている。ただし年末年始はライトアップ時間の延長がある。

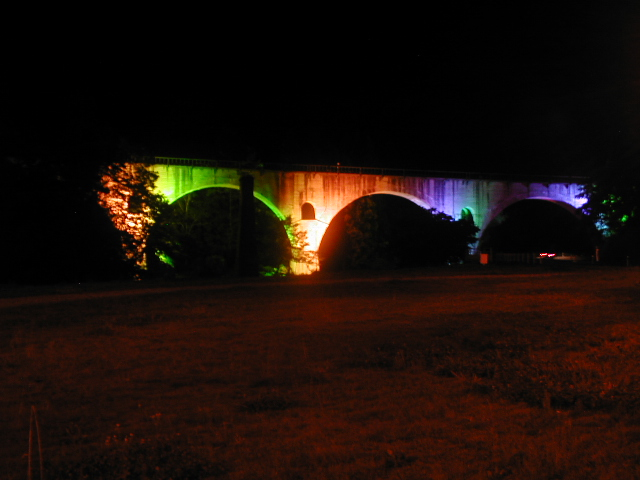
ライトアップされた宮守川橋梁

## 交通・周辺
- 最寄駅 - JR宮守駅
- 最寄道路 - 釜石自動車道東和IC・国道283号
- 周辺施設 - 道の駅みやもり（隣接地）